# John McFee
John McFee (né le 9 septembre 1950) est un chanteur, parolier, guitariste, violoniste et multi-instrumentiste américain.
Certains des premiers travaux de McFee l'amènent à jouer de la guitare pedal steel sur deux albums de Van Morrison, Tupelo Honey en 1971  et Saint Dominic's Preview en 1972, il a aussi joué avec de nombreux autres artistes, dont Steve Miller sur son album Fly Like An Eagle, les Grateful Dead sur From the Mars Hotel. Ainsi que Boz Scaggs, Emmylou Harris, Link Wray, Rick James, Janis Ian, Ricky Skaggs, The Brothers Four, Nick Lowe, Wanda Jackson, Bill Wyman des the Rolling Stones, Crystal Gayle, Mike Bloomfield, John Michael Montgomery, the Beach Boys, Norton Buffalo, Twiggy, Eikichi Yazawa, le groupe Chicago, et Les Kendall.
Il a rejoint les Doobie Brothers en 1979, remplaçant le guitariste Jeff Baxter. John McFee a joué sur le neuvième album studio du groupe : One Step Closer. Il a coécrit la chanson titre avec le batteur Keith Knudsen et Carly Simon ainsi que la chanson South Bay Strut avec le batteur Chet McCracken. L’album a été un désastre commercial et est considéré comme le creux de la vague des Doobie Brothers et va mener à la dissolution du groupe. Le bassiste Tiran Porter est parti au milieu de l’enregistrement de l’album pour des différents d’origine musicales. Michael McDonald coupe officiellement les ponts avec le groupe après la tournée « Farewell Tour » qui fut pourtant un succès.
Après la dissolution des Doobie Brothers en 1982, John McFee et Keith Knudsen ont constitué le groupe country rock Southern Pacific, avec Stu Cook ancien bassiste de Creedence Clearwater Revival. Ce groupe a été dissous au début des années 1990.
John McFee et Keith Knudsen ont coécrit la chanson Time Is Here And Gone en 1989 pour l’album Cycles, marquant la reformation des Doobie Brothers, mais sur lequel ils ne jouent pas. Depuis 1993, les deux hommes ont rejoint le groupe. Jusqu’ici, excepté les albums en concert, le groupe n’a sorti que l’album Sibling Rivalry en 2000. John McFee a chanté sur Angels of Madness.
L’association de John McFee avec Keith Knudsen a pris fin en 2005 avec la mort de ce dernier d’une affection pulmonaire chronique.

## Discographie

### Avec The Doobie Brothers
- One Step Closer
- No Nukes
- In Harmony: A Sesame Street Record
- Farewell Tour
- Best Of The Doobies, Vol. 2
- Listen to the Music: The Very Best of The Doobie Brothers
- Rockin' down the Highway: The Wildlife Concert
- Best of the Doobie Brothers Live
- Greatest Hits
- Doobie's Choice
- Sibling Rivalry
- Long Train Runnin’: 1971–2000
- Live at Wolf Trap
- The Very Best of The Doobie Brothers
- World Gone Crazy
- Live at the Greek Theater 1982
- Southbound
- Cycles
- Brotherhood
- Liberté

## Participations
- Hugues Aufray – Troubador Since 1948
- Mike Bloomfield – Bloomfield: A Retrospective
- Norton Buffalo – Lovin' In The Valley Of The Moon
- Norton Buffalo – Desert Horizon
- Carlene Carter – Musical Shapes
- Carlene Carter – Two Sides to Every Woman
- Carlene Carter – Stronger
- Chicago – Naked In The Garden Of Allah
- Elvis Costello – My Aim Is True
- Elvis Costello – Taking Liberties
- Elvis Costello – Almost Blue
- Elvis Costello – The Very Best Of Elvis Costello
- Elvis Costello – The Delivery Man
- John Cowan – Sixty
- Crystal Gayle – Straight To The Heart
- Crystal Gayle – The Best Of Crystal Gayle
- The Grateful Dead – Grateful Dead from the Mars Hotel
- The Grateful Dead – Beyond Description
- Emmylou Harris – White Shoes
- Emmylou Harris – All I Intended To Be
- Janis Ian – Present Company
- Wanda Jackson – Heart Trouble
- Rick James – Throwin' Down
- Rick James – Anthology
- The Kendalls – Movin' Train
- Nicolette Larson – Radioland
- Nicolette Larson – All Dressed Up and No Place to Go
- Huey Lewis and the News – Sports
- Huey Lewis and the News – Hard at Play
- Huey Lewis and the News – Weather
- Peter Lewis – Peter Lewis
- Nick Lowe – Jesus Of Cool aka Pure Pop for Now People
- Steve Miller – Fly Like An Eagle
- Steve Miller – Greatest Hits: 1974–78
- John Michael Montgomery – What I Do The Best
- John Michael Montgomery – The Very Best Of John Michael Montgomery
- Van Morrison – Tupelo Honey
- Van Morrison – Saint Dominic's Preview
- Van Morrison – The Essential Van Morrison
- Van Morrison – At the Movies: Soundtrack Hits
- Jeremiah Richey – Northridge
- Boz Scaggs – Moments
- Ricky Scaggs – Solid Ground
- Timothy B. Schmit – Leap Of Faith
- Southern Pacific – Southern Pacific
- Southern Pacific – Killbilly Hill
- Southern Pacific – County Line
- Southern Pacific – Zuma
- Southern Pacific – Greatest Hits
- Southern Pacific – Pink Cadillac Original Motion Picture Soundtrack
- Lewis Storey – Storey Road
- Twiggy – Please Get My Name Right
- Link Wray – Be What You Want To
- Bill Wyman  – Stone Alone
- Eikichi Yazawa – Anytime Woman
- Eikichi Yazawa – Rock 'n' Roll
- Eikichi Yazawa – Subway Express

## Source
- (en) Cet article est partiellement ou en totalité issu de l’article de Wikipédia en anglais intitulé « John McFee » (voir la liste des auteurs).